# Rendez-vous à Badenberg
Rendez-vous à Badenberg est un feuilleton télévisé française en 12 épisodes de 26 minutes réalisé par Jean-Michel Meurice, diffusé en 1970 sur la deuxième chaîne de l'ORTF, rediffusé sur Antenne 2.
Le château de Badenberg est en réalité le Château Porgès de Rochefort-en-Yvelines.

## Synopsis
Eddy Balmont, jeune journaliste, enquête sur la disparition de la fille d'un chef d'état. Il se retrouve confronté à de multiples intrigues politiques au sein des royaumes imaginaires de Badenberg et de Béruvie.

## Fiche technique
- Titre : Rendez-vous à Badenberg
- Réalisation : Jean-Michel Meurice
- Scénario : Henri Kubnick, Jean-Michel Meurice, Juliette Saint-Giniez
- Producteur :
- Sociétés de production : ORTF
- Musique : Jean Morlier
  - générique : chansons interprétées par René Joly sur des paroles de Gérard Manset et Étienne Roda-Gil
- Pays de production :  France
- Chaîne : Deuxième chaîne de l'ORTF
- Genre : comédie policière, comédie romantique
- Durée : 12 épisodes de 26 minutes (1 saison)
- Date de première diffusion : du 9 décembre 1970 au 29 décembre 1970

## Distribution
- Gérard Depardieu : Eddy Balmont
- Laurent Wesman : le prince Philippe
- Christine Audhuy : Corinne
- Martine Redon : Maria Gregor
- Gabrielle Doulcet : Agathe
- Charles Moulin : colonel Ghero
- Jean Martin : Fabregas
- Roger Lumont : Grégor Milos
- Joelle Hélary
- Bernadette Lange : Amélia
- Romain Bouteille : Rex
- Rufus : ZZ22
- Daniel Emilfork : l'archiduc Charles
- Jacques Robiolles : Vittorio I
- Jacques Canselier : Vittorio II
- Henri Guybet : Remucie
- Philippe Castelli : le prince Sforzi
- Max Montavon : le baron
- Florence Blot : la baronne

## Épisodes
- 1. Rendez-vous à Badenberg
- 2. Le Château
- 3. Les Espions
- 4. Le Bal
- 5. La Chasse
- 6. Amour et prison
- 7. L'Enlèvement
- 8. Renversement de situation
- 9. Le Coup d'état
- 10. Retour à Paris
- 11. En exil
- 12. Coup de théâtre